# Филипинско песо
Вижте пояснителната страница за други значения на песо.
Филипинското песо (на филипински: Piso ng Pilipinas) е паричната единица и официалното разплащателно средство на Филипините. Дели се на 100 сентимо. Филипините е единствената азиатска страна, която използва песо за парична единица.

## История
Филипинското песо произлиза от испанското песо, разделено на парчета от осем, пренесени в големи количества от галерите в Манила от 16 до 19 век. От същото испанско песо или долар произлизат различните песота в Латинска Америка, доларите на САЩ и Хонконг, както и китайският юан и японската йена.

## Монети
В обращение са монети от серия 2017 г., а монетите от серия 1993 продължават да бъдат законно платежно средство. На лицевата страна е името на държавата, деноминацията, годината на издаване и монетния двор. Деноминираните в песо монети носят и портрети на филипински фигури: 1 песо – Хосе Ризал, 5 песо – Емилио Агиналдо и 10 песо – Андрес Бонифацио и Аполинарио Мабини. Обратната страна на монетите носи логото и името на Централната банка на Филипините и годината, в която серията е одобрена (1993).

## Банкноти
Банкнотите от поредицата „английски“ са отпечатани през 1949 г., пуснати в обращение през 1951 г. и изтеглени на 28 февруари 1974 г. Банкнотите от 5, 10 и 20 сентимо са първо отпечатани от компанията за банкноти и сигурност, а след това, както всички други банкноти от тази поредица, от „Thomas De La Rue“. Банкнотите от серия 2010 г. се отпечатват във Франция от „Oberthur Technologies“.